# Ванагс, Янис Францевич
Я́нис Фра́нцевич (Фрицевич) Ва́нагс (18 октября 1907, Криколи — 15 августа 1986, Рига) — латышский агроном
, научный и государственный деятель, заслуженный деятель науки Латвийской ССР, академик ВАСХНИЛ.

## Биография
В 1936 году окончил Латвийский университет, в котором затем работал ассистентом.
В 1937—1938 годах проходил службу в латвийской армии.
В 1938—1940 годах работал в качестве агротехника на экспериментальной станции[уточнить].
После присоединения Латвии к СССР стал членом ВКП(б).
В 1940—1951 годах — народный комиссар сельского хозяйства Латвийской ССР.
В 1951—1953 годах — заместитель министра сельского хозяйства Латвийской ССР.
В 1953 году — заместитель директора Института почвоведения и сельского хозяйства Латвийской ССР
В 1953—1954 годах — заместитель председателя Государственной комиссии планирования Латвийской ССР (Госплана ЛатвССР).
В 1954—1961 годах — ректор Латвийской сельскохозяйственной академии.
С января 1956 года — член ЦК Коммунистической Партии Латвии.
С 5 июня 1957 по 20 марта 1963 года — председатель Верховного Совета Латвийской ССР.
В 1962—1963 годах — министр сельского хозяйства Латвийской ССР.
В 1962—1963 годах — доцент Латвийской сельскохозяйственной академии. Позже — и. о. профессора, а с 1965 года — профессор.
В 1966—1976 годах — заведующий кафедрой экономики сельского хозяйства Латвийской сельскохозяйственной академии.
В 1969 Ванагсу присвоена степень доктора сельскохозяйственных наук.
В 1972 году Я. Ф. Ванагс избран академиком ВАСХНИЛ.
В 1976—1986 годах он работал профессором кафедры экономики сельского хозяйства Латвийской сельскохозяйственной академии и одновременно был председателем секции экономики Западного филиала ВАСХНИЛ.
В 1982 году был в составе группы, награждённой Государственной премией Латвийской ССР за разработку и внедрение препарата Фенибут.

## Награды и звания
- Орден Ленина (1950, 1958).
- Орден Октябрьской Революции (1971).
- Орден Трудового Красного Знамени (1946, 1948, 1977).
- Орден Дружбы Народов (1982).
- Орден Знак Почета (1966).
- Заслуженный деятель науки Латвийской ССР (1966).
- Государственная премия Латвийской ССР (1982)[1].